# Arabische kanarie
De Arabische kanarie (Crithagra rothschildi; synoniem: Serinus rothschildi) is een zangvogel uit de familie Fringillidae (vinkachtigen).

## Verspreiding en leefgebied
Deze soort is endemisch in de bergen van zuidwestelijk Arabië.